# 맷 베넷
맷 베넷(Matt Bennett, 1991년 11월 13일 ~ )은 미국의 배우이다. 시트콤 《빅토리어스》에서 로버트 셔피로 역할을 맡았다.

## 출연 작품

### 영화
- The Virginity Hit (2010)
- 내 여자친구의 결혼식 (2011)
- 더 스탠포드 프리즌 엑스페리먼트 (2015)
- 나와 친구, 그리고 죽어가는 소녀 (2015)
- 맨슨 패밀리 베케이션 (2015, Manson Family Vacation)

### 텔레비전
- 빅토리어스 (2010-13)
- 아이칼리 (2011-12)
- 빅뱅 이론 (2015)
- 셰임리스 (2015)
- 프레시 오프 더 보트 (2016)
- 그레이 아나토미 (2018)
- 다이너스티 (2022)